# Пилотска кацига 3Ш-10
Пилотска кацига 3Ш-10 један је од делова заштитне пилотске опреме која омогућавала пилотима савремених бојних ваздухоплова да безбедно лете и катапултирају се избацивим седиштем у случају потребе, са великих висинама, у условима ветра и ниске температуре, сниженог атмосферског и парцијалног притиска кисеоника. Кацига је Руске производње, и први пут је приказана у Московској области у предузећу ОАО НПП „Звезда” 2011. године.

## Намена
Кацига ЗШ-10 је тако дизајниран да омогућава заштиту главе пилота од:
- динамичког притисак који се јавља у току спасавања из ваздухоплова,

- удара секундарних фрагмената у току лета и спасавања,

- трауматских и атмосферских шокова током лета и након хитног напуштања авиона или хеликоптера.

Различите верзије (модификације) кациге ЗШ-10 могу да користе посаде војних и спортских ваздухоплова  у разне сврхе, укључујући и борбене хеликоптере и суперсоничне авионе.

## Опис
Кацига која је модуларног дизајна омогућава, да се у зависности од потребе на њу може монтирати следећа  мобилна опреме:
- систем за визуелно одређивање циљева,
- ноћне наочаре,
- кисеоничка маска,
- разни филтери, укључујући и поедностављене верзије.

Према својим ергономски карактеристике ЗШ-10 у великој мери превазилази, старији серијски тип кациге ЗШ-7, истог произвођача.

## Техничке карактеристике
Заштитна кацига ЗШ-10 израђена је од органске пластике и тешка је око 1,4 килограма. Она је 350 грама лакша од претходне генерације кацига због промене у примењеном материјалу за њену израду. Наиме претходна генерација кацига израђивана је од фибергласа, који је тежи у односу на садашње композитн материјале примењена за производњуове кациге - органске пластике.